# ایستگاه کایابچو
ایستگاه کایابچو (به لاتین: Kayabachō Station) یک ایستگاه قطار و ایستگاه مترو در ژاپن است که در چوئو-کو، توکیو واقع شده‌است.